# Marathon (Iowa)
Marathon – miasto w Stanach Zjednoczonych, w stanie Iowa, w hrabstwie Buena Vista. W 2000 roku liczyło 302 mieszkańców, w 2010 już 237.
Tutejsza poczta działa od 1882 roku. Nazwa miasta upamiętnia bitwę pod Maratonem.